# Kęty (voivodato de Varmia y Masuria)
Kęty [ˈkɛntɨ] (Groß Kanten en alemán) es una aldea en el distrito administrativo de Gmina Małdyty, en el condado de Ostróda, Voivodato de Varmia y Masuria, en el norte de Polonia. Se encuentra aproximadamente a 9 kilómetros (6 millas) al sur de Małdyty, 23 km (14 millas) al noroeste de Ostróda y 51 km (32 millas) al oeste de la capital regional Olsztyn.
El pueblo tiene una población de 80 persona.